# Междузвездни войни: Епизод I – Невидима заплаха
„Междузвездни войни: Епизод I – Невидима заплаха“ (на английски: The Phantom Menace) е американски епичен филм от 1999 г., космическа опера, написан и режисиран от Джордж Лукас. Във филма участват Лиам Нийсън, Юън Макгрегър, Натали Портман, Джейк Лойд, Ахмед Бест, Иън Макдърмид, Антъни Даниълс, Кени Бейкър, Пернила Август и Франк Оз. Това е четвъртият филм от филмовата поредица Междузвездни войни, първият филм от предисторията и първата хронологична глава от Сагата Скайуокър. Действието се развива 32 години преди оригиналната трилогия (13 години преди формирането на Галактическата империя), по време на ерата на Галактическата република, сюжетът проследява майстора джедай Куай-Гон Джин и неговия чирак Оби-Уан Кеноби, докато се опитват да защитят кралица Падме Амидала от Набу с надеждата да осигури мирен край на междупланетен търговски спор. Присъединени от Анакин Скайуокър — млад роб с необичайно силни естествени сили на Силата — те едновременно се борят с мистериозното завръщане на ситите. Филмът е продуциран от Лукасфилм и разпространен от Туентиът Сенчъри Фокс.
След издаването на Завръщането на джедаите (1983) се провеждат разговори за продължение, но Лукас е немотивиран да се върне към франчайза. По време на паузата предисториите, които той създава за героите, особено тази на Анакин, предизвикват интерес у него да разработи трилогия-предистория през 90-те години. След като установява, че компютърно генерираните изображения (CGI) са достигнали нивото, което иска за визуалните ефекти на предисторията на трилогията, Лукас започва да пише сценария на Невидима заплаха през 1993 г., а продукцията започва през 1994 г. Началото на записите е през юни 1997 г. в Лийвсдън Филм Студиос и в тунизийската пустиня, като приключват през септември същата година.
Премиерата на филма е на 19 май 1999 г., почти 16 години след тази на Завръщането на джедаите. Премиерата на филма е отразена от медиите и е широко очаквана поради голямото културно влияние на сагата Междузвездни войни. След излизането си на пазара, Невидима заплаха получава смесени отзиви от критиците. Докато визуалните ефекти са възхвалявани, експозицията и героите му - особено Джар Джар Бинкс - получават критики. Филмът има касов успех и чупи множество рекорди. Той печели 924 милиона долара в световен мащаб по време на първоначалното си прожектиране в кината, превръщайки се в най-касовия филм за 1999 г., втория най-касов филм за всички времена, както и най-касовия филм от франчайза по онова време (без инфлацията). Филмът е преиздаван няколко пъти, включително 3D преиздаване през 2012 г., което води до общите му световни приходи до над 1 милиард долара. Клонираните атакуват (2002) и Отмъщението на ситите (2005) завършват предисторията на Междузвездни войни.

## Сюжет
Внимание:  Текстът по-долу разкрива сюжета на произведението (или части от него)!
| „          | Преди много години в една далечна галактика... В Галактическата република се надига недоволство. Оспорват се данъците върху далечните търговски пътища. Ненаситната Търговска федерация се опитва да реши проблема, като е блокирала с бойни кораби всички доставки към малката планета Набу. Докато Конгресът на Републиката заседава безкрайно върху тези обезпокоителни събития, върховният канцлер изпраща двама рицари джедаи – пазители на мира и справедливостта в галактиката – да разрешат конфликта... | “ |
| Встъпление | |   |

Кралица Амидала е владетелката на Набу. Макар че е само на 14 години, избраната по демократичен път кралица от расата на хората притежава смелост, зрелост и мъдрост. Сенатът ѝ я задължава да носи пищни рокли и сложна украса на лицето си. Когато обаче е в опасност, тя се преоблича като придворна дама на име Падме Наберие. Кралица Амидала е дете на среднозаможни родители от планинско селце в Набу. Още от ранно детство тя се проявява като будно и талантливо дете. Започват да я подготвят за ключова политическа фигура на планетата. Тя изучава езици и бойни изкуства. На 12 я провъзгласяват за принцеса с име Тида и става управителка на града. Около половин година преди битката за Набу, крал Веруна се отказва от престола след 13-годишно управление. На негово място избират Амидала. Тогава тя е само на 14 и така става най-младата владетелка на Набу. Когато Търговската федерация нахлува, Амидала запазва спокойствие и решава да не започва война. Отстоява смело интересите на своята планета пред корумпирания Галактически сенат.
В „Междузвездни войни: Епизод I – Невидима заплаха“ Оби-Уан Кеноби е все още падуан на майстора джедай Куай-Гон Джин, който е едновременно ученик на граф Дуку и учител на младото 15-годишно момче.
След мисия за спасяване на кралицата на Набу те биват нападнати от кораб на Търговската федерация и наложително кацат на пясъчната планета Татуин. Те се срещат с тойдариански продавач на резервни части на име Уато, който държи като роб талантливо момче на име Анакин Скайуокър. Момчето е изключително добро и кани Куай-Гон Джин, Падме Амидала и Джар Джар Бинкс на гости, когато започва пясъчна буря. Падме Амидала показва голям интерес към изобретателността на младото момче. То е твърдо решено да участва в ежегодното състезание с реактивни шейни. Понеже Куай-Гон Джин няма пари за да плади за резервни части, той се обзалага със собственика на магазина за резерви части, че ако Анакин спечели състезанието, Уато ще му даде нужните части за космическия им кораб и ще освободи момчето от робство. Уато е уверен, че Себулба ще спечели състезанието и приема облога. Падме Амидала иска да знае защо учителят джедай гласува такова голямо доверие на младия Скайуокър и той ѝ разкрива, че броят на мидихлорините в кръвта на детето е много висок. Мидихлорините са вещества, които се заселват в тялото, веднага когато се родиш, и са носители на Силата.

## Актьорски състав
| Актьор                                                    | Роля                                                      |
| --------------------------------------------------------- | --------------------------------------------------------- |
| Лиъм Нийсън                                               | Куай-Гон Джин – майстор джедай и учител на Оби-Уан Кеноби |
| Юън Макгрегър                                             | Оби-Уан Кеноби – джедай и падуан на Куай-Гон Джин         |
| Натали Портман                                            | Падме Амидала – кралица на планетата Набу                 |
| Джейк Лойд                                                | младият Анакин Скайуокър                                  |
| Иън Макдайърмид                                           | Шив Палпатин – сенатор от планетата Набу                  |
| Ахмед Бест (гласът на този герой)                         | Джар Джар Бинкс – гунган, сенатор от планетата Набу       |
| Антъни Даниълс                                            | C-3PO – дипломатически протоколен дроид                   |
| Кени Бейкър                                               | R2-D2 – дроид астромеханик                                |
| Пернила Август                                            | Шми Скайуокър – майката на Анакин Скайуокър               |
| Франк Оз (гласът на този герой)                           | Великият майстор Йода – най-могъщият джедай               |
| Самюъл Джаксън                                            | Мейс Уинду – майстор и могъщ джедай                       |
| Рей Парк (герой) Петър Серафинович (гласът на този герой) | Дарт Моул – могъщ сит, ученик на Дарт Сидиос              |
| Терънс Стамп                                              | канцлер Финис Валорум                                     |
| Оливър Форд Дейвис                                        | Сио Библ – губернатор на планетата Набу                   |
| Хю Кърши                                                  | капитан Кварш Панака – шеф на охраната на кралица Амидала |
| Кийра Найтли                                              | Събе – една от прислужничките на кралица Амидала          |
| Силас Карсън                                              | Нуте Гунрай – вицекрал на Търговската федерация           |

## Производство

### Развитие
Докато пише сценария за оригиналния филм Междузвездни войни, Джордж Лукас решава, че историята е твърде обширна, за да бъде разказана в един филм. Той въвежда по-подробна история, която може да бъде разказана в продължения, ако пожъне успех. Лукас получава договор, който му позволява да направи две продължения, и с течение на времето създава сложна предистория, която да подпомогне неговия процес на писане. Докато пише втория филм Империята отвръща на удара, Лукас обмисля посоките, в които да поеме историята. В оригиналната трилогия е разкрито, че Дарт Вейдър е Анакин Скайуокър, някога могъщ рицар джедай и предател на Ордена на джедаите. С тази предистория Лукас решава, че филмите ще се свържат най-добре като трилогия. В последната част от трилогията, Завръщането на джедаите, Вейдър е изкупен чрез акт на жертвоприношение за Люк.
През 80-те години на миналия век Лукас споделя, че няма желание да се връща към Междузвездни войни и е отменил продължението на трилогията си по времето на Завръщането на джедаите. Въпреки това, тъй като е разработил по-голямата част от предисторията, идеята за предисториите продължава да го очарова. В началото на 90-те години на миналия век се възражда популярността на Междузвездни войни след комиксите на издателство „Дарк Хаус“ и трилогията от романи на Тимъти Зан. Лукас вижда, че все още има голяма аудитория за идеята му за трилогия-предистория и с разработването на специални ефекти, генерирани с компютърно генерирани изображения (CGI), Лукас обмисля връщане към своята сага и режисиране на филма. През октомври 1993 г. във Върайъти и други източници е обявено, че Лукас ще прави предисториите. Лукас започва да очертава историята; Анакин Скайуокър, а не Оби-Уан Кеноби ще бъде главният герой, а предисторията ще разглеждаща произхода на Дарт Вейдър. Част от първоначалния план е, че Анакин, подобно на сина си, ще израсне на Татуин. Лукас също започва да променя времевата линия на предисториите спрямо оригиналната трилогия; като започва с детството на Анакин и завършва със смъртта му. Това е последната стъпка към превръщането на франчайза в сага.

## Български дублажи
| Озвучаващи артисти  | Йорданка Илова Ася Братанова Лина Златева Димитър Иванчев Стефан Сърчаджиев-Съра Владимир Колев |
| Преводач            | Ирина Ценкова                                                                                   |
| Тонрежисьор         | Цветомир Цветков                                                                                |
| Режисьор на дублажа | Димитър Кръстев                                                                                 |

| Изпълнителен продуцент | Васил Новаков |
| Преводач               | Христо Христов |
| Озвучаващи артисти     | Ева Данаилова Гергана Стоянова Любомир Младенов Константин Димитров (малкият Анакин) Явор Караиванов Петър Върбанов Петър Калчев Георги Стоянов Николай Пърлев Владимир Зомбори Христо Димитров Петър Бонев Георги Тодоров |
| Тонрежисьор            | Ангел Топорчев |
| Режисьор на дублажа    | Петър Върбанов |